# Franciszek Chocieszyński

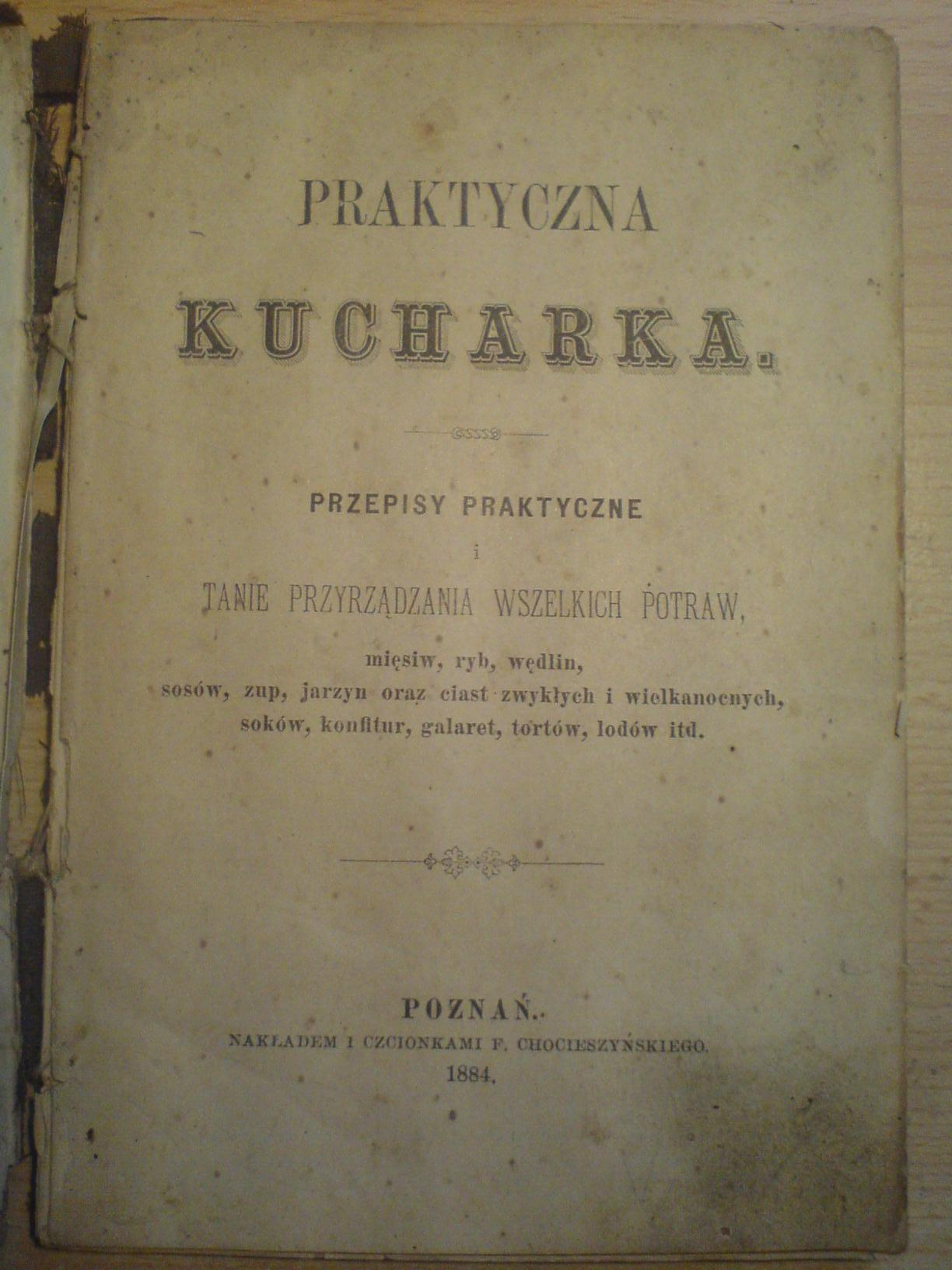
Praktyczna kucharka [Die praktische Köchin], 1884

Franciszek Chocieszyński (* 28. Januar 1848 in Grätz, Provinz Posen, Königreich Preußen; † 9. Februar 1899) war einer der wichtigsten polnischen Verleger in der preußischen Provinz Posen.

## Leben und Wirken
Franciszek war ein Sohn von Antoni Chocieszyński und Weronika, geborene Głowicz.
Er besuchte das Gymnasium in Grätz und das Marien-Gymnasium in Posen, machte danach eine Ausbildung in der Buchhandlung Bote & Bock in Posen und arbeitete auch in der Druckerei A. Schmaedicke in Grätz. 1870/71 nahm er am Deutsch-Französischen Krieg teil und arbeitete danach in der Druckerei von Napoleon Kamieński in Posen. Anschließend begab er sich auf Reisen nach Leipzig, dem Zentrum des deutschen Verlagswesens in dieser Zeit, sowie nach New York, Chicago und Paris.
Nach seiner Rückkehr gründete er mit Karl Handte eine Druckerei in Posen, aus der sich der Verlag F. Chocieszyński entwickelte.
Franciszek Chocieszyński war mit Pelagia Laurentowska verheiratet, sie hatten vier Kinder. Nach seinem Tod übernahm 1899 sein Mitarbeiter Stanisław Wegner den Verlag.

## Publikationen
Der Verlag F. Chocieszyński war einer der produktivsten  polnischen Verlage in der Provinz Posen in dieser Zeit. Neben zahlreichen Büchern erschienen dort auch die Zeitungen und Zeitschriften
- Wielkopolanin, seit 1882, populäre Tageszeitung
- Nowiny literackie
- Pasieka

und die Buchreihen
- Tygodnik Powieści, dann Biblioteka Powieści
- Biblioteka Towarzystwa Czytelni Lodowych